# Leuctra leptogaster
Leuctra leptogaster är en bäcksländeart som beskrevs av Aubert 1949. Leuctra leptogaster ingår i släktet Leuctra och familjen smalbäcksländor. Inga underarter finns listade i Catalogue of Life.